# 20000 (număr)
20000 (douăzeci de mii) este numărul natural care urmează după 19999 și precede pe 20001 într-un șir crescător de numere naturale.

## În matematică
20000:
- Este un număr par.[1][2]
- Este un număr compus.[3]
- Este un număr abundent.[4][5]
- Este un număr odios.[6][7]
- Este un număr rotund.[8][9]
- Este un număr palindromic[10] în bazele 7 (1122117) și 19999 (1119999).

## În știință

### În astronomie
- 20000 Varuna este un asteroid din centura principală.

### În fizică
- În acustică, 20000 Hz sau 20 kHz este limita superioară a frecvențelor sonore audibile de urechea umană în cazul unui auz sensibil.

## În alte domenii
20000 se poate referi la:
- Douăzeci de mii de leghe sub mări, un roman de aventuri scris de Jules Verne.
- Cursa de 20000 m marș în atletism.